# Jeison Suárez
Jeison Suárez, född 21 mars 1991, är en friidrottare från Colombia. Han deltog vid olympiska sommarspelen 2020.